# Laura, les ombres de l'été
Pour plus de détails, voir Fiche technique et Distribution.
Laura, les ombres de l’été est un film dramatique et érotique français sorti en 1979, réalisé par David Hamilton.

## Synopsis
Paul Thomas Wyler (James Patrick Mitchell), sculpteur, rencontre Sara Moore (Maud Adams), un ancien grand amour qu'il n'a pas vu depuis longtemps. Il est rapidement très attiré par la fille de celle-ci, Laura (Dawn Dunlap), 15 ans, qui ressemble à sa mère à l'époque où il était avec elle. Cette attirance est visiblement réciproque, mais Sara, jalouse, empêche tout contact entre eux. Elle lui permet juste de faire une sculpture de Laura, mais seulement à partir de photos. Naît alors une relation passionnée entre Laura et Paul…

## Fiche technique
- Titre : Laura, les ombres de l'été
- Réalisateur : David Hamilton, assisté d'Alain-Michel Blanc et de Marc Guilbert
- Scénario : Joseph Morhaim et André Szots d 'après une histoire de David Hamilton
- Photographie : Bernard Daillencourt
- Musique : Patrick Juvet
- Production : Serge Laski
- Sociétés de production : Les films de l 'Alma/C.O.R.A.
- Sociétés de distribution :
- Pays d'origine : France
- Langue originale : Français
- Genre : Drame, érotique, romance
- Durée: 95 minutes
- Dates de sorties en salles : 
  - France : 28 novembre 1979
  - Espagne : 1er mars 1980
  - Pays-Bas : 10 juillet 1980
  - Turquie : 1er septembre 1981
- DVD : sortie en 2005 ; L.C.J Éditions & Productions

## Distribution
- Maud Adams : Sara Moore
- Dawn Dunlap : Laura Moore
- James Patrick Mitchell : Paul Thomas Wyler
- Pierre Londiche : Richard
- Thierry Redler : Costa
- Louise Vincent : la directrice
- Bill Millie : le maître de ballet
- Maureen Kerwin : Martine Royer
- Katia Kofet : Claudie
- Louise Vincent : Madame Flory
- Luciano : Timotez Sega
- Bernard Daillencourt : Docteur Benoît
- Gunilla Astrom : Diane